# Амазонки
 За други значения вижте Амазонка.  
Амазонките (на старогръцки: Ἀμαζόνες; ед. ч: Ἀμαζών) според древногръцката митология са войнствено женско племе, присъстващо в редица легенди: в Троянския цикъл, в т. нар. Амазономахия и в някои други митове, свързани с герои (например за Херкулес и колана на Хиполита).

## Произход на името
Широко разпространеното вярване, че амазонките са отрязвали или изгаряли дясната си гърда, за да стрелят с лък по-добре вероятно тръгва от Етиопида. Според историка Юстин това произлиза от грешна етимология на името, извеждана от a-mazos (ἀ-μαζός), т.е. без гърда (при все, че може да се преведе и като "с големи гърди"). Още повече няма намерени изображения, които да показват амазонките без гърда - винаги са изобразени и с двете си гърди, а дясната е просто покрита, поради което е възможно и името да идва от това, че само едната гърда е открита (без покривало).

## Особености
Атрибутите, с които се изобразяват амазонките са:
- кон
- πέλτη (пелта) -  лек щит, във формата на полумесец
- копие
- лък
- стрели

## Географско разположение
Възможно е да е имало различни групи амазонки или (поради легендарния характер на сведенията за тях), както да не са съществували реално, така и да са съществували, но поставянето им в различни области да се дължи на конкретните познания и представи за географията и историята в съответното време. Така в някои източници амазонките живеят по бреговете на Черно море. Различни историци ги поставят в северната част на Анатолия (Мала Азия) или в южната част на Скития, а други в Северна Африка, на запад от Либия. В други случаи, те представяни по-скоро обитатели на Средна Европа, а впоследствие - и като обитатели на по-отдалечени места (например - по поречието на река Амазонка, в Южна Америка; кръстена на тях).
Описвани са като изолирани общности от жени-войни, които в определени моменти от годината или в подходящо време встъпват в сексуални връзки с чужденци или с местни жители и след раждането определят съдбата на потомството си, момчетата пращат при бащите им или ги убиват, а момичетата - възпитават в боен дух. Според някои историци амазонките отговарят на войнствените жени на скитите и сарматите и в този случай всъщност живеят не толкова отделно от мъжете и във вражда с тях, а като част от местното войнство, понякога заемайки високи позиции или имащи свои полкове.

## Mитове за амазонките
Много герои се срещат с амазонките - Белерофонт, Ахил, Херакъл и Тезей са най-известни от тях. Срещата на Херакъл с тях е свързана с 9-ия му подвиг (от прочутите Дванадесет подвизи на Херакъл) - да вземе и занесе на господаря си Евристей колана на Хиполита - царицата на амазонките.
Историята с Ахил и Пентезилея е особено известна - според нея (в "Илиада" на Омир) Ахил, се бие с амазонките, като съюзници на Троя и се твърди, че той се е влюбва в нея, докато я убива.